# Kruisstraat (Bois-le-Duc)
Pour les articles homonymes, voir Kruisstraat.
Kruisstraat est un village situé dans la commune néerlandaise de Bois-le-Duc, dans la province du Brabant-Septentrional. En 2009, le village comptait 560 habitants.